# Mizukoshi Jun
Jun Mizukoshi (sinh ngày 15 tháng 1 năm 1975) là một cầu thủ bóng đá người Nhật Bản.

## Sự nghiệp câu lạc bộ
Jun Mizukoshi đã từng chơi cho Albirex Niigata và Ventforet Kofu.